# Isla Tuti
Isla Tuti (en árabe:: جزيرة توتي, jazīrat tūtī y también deletreado como Tutti) es una isla en Sudán, donde el Nilo Blanco y Nilo Azul se unen para formar la parte principal del río Nilo. Está rodeada por las llamadas "Tres Ciudades": Jartum (la capital de Sudán), Omdurmán (la ciudad más poblada de Sudán) y Jartum Norte (también conocida como Bahri, un gran centro industrial). A pesar de ello, en Tuti solamente hay una pequeña aldea (fundada en el siglo xv), y la mayor parte de la isla está formada por pastizales. En el pasado, el único acceso a Tuti se hacía a través de varios ferris que cruzaban el río de vez en cuando, pero ahora se ha completado el puente de Tuti, un puente colgante moderno, que se utiliza en lugar de los viajes por río.

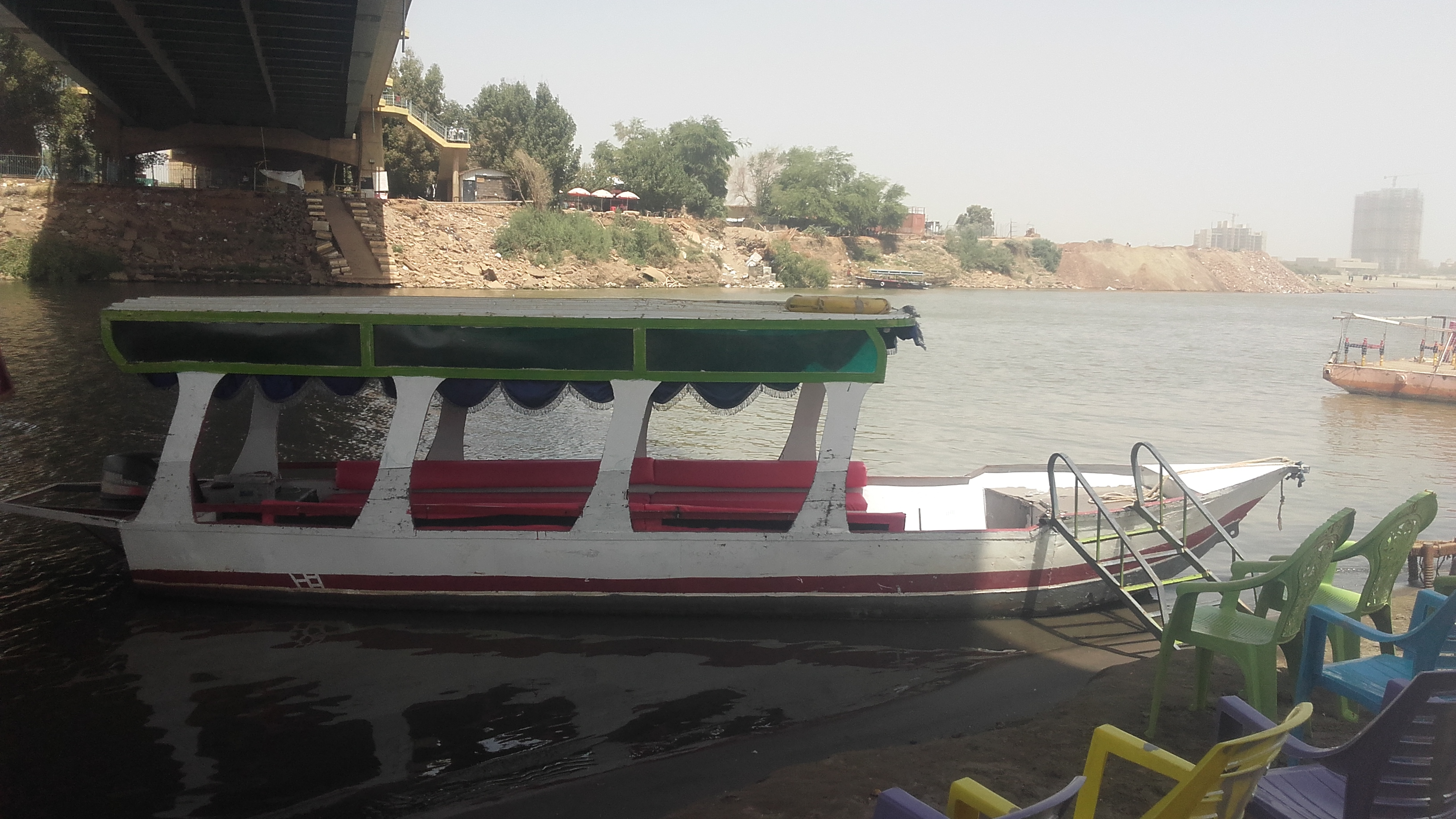
Barco en la isla de Tuti

Tuti es principalmente agrícola y de allí es de donde Jartum obtiene la mayor parte de su abastecimiento de frutas y hortalizas. En consecuencia, se pueden encontrar muchas granjas situadas por toda la isla, muchas de las cuales todavía utilizan métodos antiguos y manuales para los cultivos. También se pueden encontrar acres de campos verdes y arboledas de limón.
Sus ocho kilómetros cuadrados (tres millas cuadradas) de tierra fértil están cubiertos con huertos de cítricos, cultivos de verduras, setos de tojo y estrechas callejuelas de barro, donde los burros y las carretillas son el principal medio de transporte.
La construcción del puente de Tuti ha generado proyectos de desarrollo en la Isla de Tuti, principalmente por parte de la empresa «Tuti Island Investment Company», que planea convertir la isla en una localidad turística. Estas ideas han causado controversia entre la población local, que desea proteger a su pueblo de convertirse en un destino turístico.